# QuArK
QuArK (Quake Army Knife) - program komputerowy służący do tworzenia i edytowania poziomów do wielu znanych gier  komputerowych typu FPS. Sam w sobie jest tylko edytorem. Do kompilacji map potrzebuje dodatkowych kompilatorów udostępnianych przez producentów gier, bądź tworzonych przez niezależne od nich grupy programistyczne. 
Najnowsza wersja 6.6.0 Beta 2 pozwala na tworzenie poziomów do gier:
- Daikatana
- Doom 3
- Half-Life (+Counter Strike)
- Half-Life 2
- Heavy Metal: F.A.K.K.²
- Heretic II
- Hexen II
- Jedi Knight: Jedi Academy
- Jedi Knight II: Jedi Outcast
- Kingpin: Life of Crime
- Medal of Honor: Allied Assault
- Quake
- Quake II
- Quake III Arena (+Team Arena)
- Return to Castle Wolfenstein
- Sin
- Soldier of Fortune
- Soldier of Fortune II: Double Helix
- Star Trek: Voyager - Elite Force